# Морелон, Даниель
Даниель Морелон, также Даниэль Морелон (фр. Daniel Morelon; 24 июля 1944, Бурк-ан-Брес, Франция), — французский велогонщик, трёхкратный олимпийский чемпион и призёр Олимпийских игр.

## Велосипедная карьера
Начал заниматься велоспортом вместе с двумя братьями. 
Он присоединился к велоклубу Вессана в 15 лет. Он занял 3 место на молодёжном чемпионате на шоссе, а позже перешёл на трек.
В 1964 году он начал специализироваться на спринте и выиграл свою первую олимпийскую медаль в Токио. В полуфинале он проиграл велогонщику Пьеру Трантену. 
В 1966 году их противостояние продолжилось. Пьер Трантен сказал, что он 2 по скорости на спринте и первый в гонке на один километр. Кто может победить нас в тандеме? 
На олимпиаде в Мехико победу Даниель одержал победу в спринте. Также они ожидаемо выиграли вместе с Трантеном в тандеме. 
На третьих олимпийских играх он был фаворитом и выиграл в двух гонках в финале. Также он завоевал первые места на чемпионатах мира 1973 и 1975 годов. На его четвёртых Олимпийских играх он проиграл известному гонщику из Чехословакии Антону Ткачу в финале.

## Карьера тренера
В 1977 году Морелон закончил карьеру и стал тренером. В 1980 году он неожиданно вернулся в профессиональный спорт и завоевал серебряную и бронзовую медаль на чемпионате мира. В 1990 году он организовал новый тренировочный центр. Там он тренировал Фредерика Магне и тот завоевал золотую медаль, который несколько раз занимал призовые места на чемпионатах мира. 

## Награды
- Чемпион мира в спринте в 1966, 1967, 1969, 1970, 1971, 1973, 1975.
- 11-кратный чемпион Франции в спринте (1964, 1966—1977)